# Lega arcadica
La Lega arcadica è stata un'alleanza federale di  città-stato in Grecia. Unì le varie città dell'Arcadia, in Peloponneso, in un singolo stato. La lega venne fondata nel 368 a.C., approfittando del diminuito potere di Sparta, che in precedenza aveva dominato e controllato l'Arcadia. Mantinea, una città che aveva sofferto sotto il dominio di Sparta, fu particolarmente importante nello spingere alla sua fondazione. La lega ebbe la sua capitale alla città di nuova fondazione di Megalopoli, dove un'assemblea di diecimila uomini si riunì come suo organo di governo.
Anche se inizialmente riuscì a resistere all'influenza spartana in Arcadia, fu presto divisa dalle lotte di potere che sommersero la Grecia nel IV secolo a.C. Tebe, che era stata determinante nella fondazione della Lega, ben presto entrò in conflitto con Mantinea. Alla battaglia di Mantinea, le città della lega combatterono le une contro le altre, Mantinea combatté al fianco Sparta e Atene, mentre Tegea e altre si schierarono con Tebe. Ciò nonostante, la Lega sembra esser durata, in qualche forma, fino al III secolo a.C.

## Arcadia e Peloponneso prima del 368 a.C.
A partire dal VI secolo a.C. e continuando tra il V e l'inizio del IV secolo a.C., Sparta dominò il Peloponneso, e costrinse i suoi vicini a partecipare alla sua Lega peloponnesiaca e a combattere le sue guerre. Questo predominio naturalmente suscitò rabbia tra questi Stati confinanti, e gli alleati di Sparta dimostrarono di essere disposti a sollevarsi contro il loro signore in diverse occasioni. Nel 418 a.C., Mantinea riuscì a mettere assieme una lega di Stati democratici del Peloponneso che per breve tempo perseguì una politica anti-apartana prima di essere sconfitta alla battaglia di Mantinea. 
Dopo la fine del Guerra del Peloponneso nel 404 a.C., Sparta, sotto il re Agesilao, ebbe diverse opportunità nel corso degli anni successivi per disciplinare una serie di alleati recalcitranti. Nel 385 a.C., gli Spartani attaccarono Mantinea e costrinsero la città a dissolversi, dividendola in cinque villaggi separati, ciascuno dei quali era governato da un oligarca inserito dagli spartani. I governi oligarchici presenti in tutto il resto dell'Arcadia ricevettero anch'essi il sostegno spartano.
Il dominio militare spartano che permise questa interferenza negli affari arcadici terminò improvvisamente nel 371 a.C., quando Epaminonda e il suo esercito della Beozia sconfisse un esercito spartano alla Battaglia di Leuttra, uccidendo una parte considerevole della classe d'élite degli Spartiati. Questo sviluppo sconvolse l'equilibrio di potere nel Peloponneso e aprì nuove possibilità di azione da parte delle fazioni anti-spartane.

## Costituzione della lega
Il primo segno di attività ribelle in Arcadia arrivò nella primavera del 370 a.C., quando la città di Mantinea cominciò a riunirsi dai villaggi in cui era stata divisa, sotto una guida democratica. Poco dopo, un certo numero di comunità arcadiche iniziarono ad assemblarsi in una lega per la protezione reciproca contro Sparta, uno sforzo guidato da Licomede, un Mantineano. Resistenza sostanziale si rilevò a Tegea, dove era al potere un governo oligarchico, ma i democratici Tegeani rovesciarono questo governo con l'aiuto delle truppe di Mantinea, e la formazione della lega poté andare avanti. Un esercito spartano, al comando di Agesilao, tentò di ripristinare gli oligarchi, ma senza ottenere alcun risultato. Dopo aver respinto gli Spartani, gli Arcadi iniziarono a lavorare sulla nuova città di Megalopoli, una capitale fortificata posizionata per servire come un baluardo contro Sparta.
Anche se questo primo tentativo di rompere la nuova lega si era concluso senza successo, la minaccia di un ulteriore intervento militare spinse gli Arcadi a inviare ambasciatori ad Atene, chiedendo protezione. Gli Ateniesi erano teoricamente vincolati dalle condizioni di un trattato firmato a fine 371 a.C. per proteggere l'autonomia di tutti gli stati greci, ma il loro desiderio di mantenere la forza di Sparta come controllo delle ambizioni dei Tebani li portò a rifiutare la richiesta degli Arcadi. Contattando Tebe, tuttavia, gli Arcadi presto ottennero l'assistenza che cercavano. Un massiccio esercito beota, guidato da Epaminonda e Pelopida, venne inviato in Peloponneso.
Raggiungendo l'Arcadia, questo esercito aveva raggiunto una forza di circa 50 000/70 000 uomini, per l'arrivo di Argivi, Eliani e l'aggiunta delle forze arcadichei. Per gli Spartani affrontare una tale enorme forza sarebbe stato poco meno che un suicidio; di conseguenza, nei mesi successivi, Epaminonda portò per due volte l'esercito a sud nel territorio spartano, prima di devastare la Laconia e quindi liberare la Messenia. Quest'ultima azione, privando Sparta di gran parte del suo territorio, e mettendo un nuovo stato ostile ai suoi confini, si concluse con una seria minaccia per gli Arcadi. Quando l'esercito tebano tornò a nord, gli Arcadi furono liberi di andare avanti con l'organizzazione della loro lega senza paura di interferenze spartane.  Nel 369 a.C., la maggior parte degli stati dell'Arcadia, se non tutti, furono in grado di unirsi nella lega.

## Governo e strutture
Le città che entrarono nella lega sembra dovessero aver ceduto gran parte della propria autonomia al governo federale. La Lega mantenne un esercito permanente e una sezione della nuova capitale di Megalopoli era piena di edifici federali e caserme per quell'esercito. La Lega condusse una politica estera unitaria, guidata da un suo capo o dirigente, che non è chiaro se avesse il titolo di strategos.
La lega aveva una costituzione democratica, anche se non molto chiaro come era stato estesa l'associazione. Il corpo dei cittadini che votavano era conosciuto come il myrioi, o "diecimila". Se questo numero è considerato come una stima approssimativa della dimensione reale del corpo, esso sarebbe consistito soltanto nei cittadini opliti o classe superiore; dalla classe medio-alta in su. Se, d'altra parte, la parola viene interpretata nel suo significato figurativo di "un numero molto grande," è possibile che il corpo potesse essere molto più grande, possibilmente includendo tutti i maschi liberi.  Un consiglio più piccolo, il Boule, era composto da un numero imprecisato di rappresentanti delle varie città della federazione. Questo consiglio probabilmente gestiva le questioni amministrative e, se serviva, una funzione simile al consiglio con lo stesso nome presente ad Atene, poteva avere risoluzioni preparate che sarebbero state affrontate dal myrioi. Infine, 50 funzionari noto come demiourgoi probabilmente costituivano un comitato di lavoro del Boule.

## Storia dopo il 370 a.C.
Dopo la sua fondazione nel 370 a.C., la lega assunse un ruolo attivo nella politica del Peloponneso. L'esercito arcadico fece una campagna con l'esercito tebano durante la seconda invasione del Peloponneso da parte di Epaminonda nel 369 a.C. e continuò a promuovere campagne nel 368 a.C. sconfiggendo una forza ateniese e corinzia, facendo poi irruzione con successo nel territorio spartano, ma nell'estate del 368 a.C., una forza spartana invase l'Arcadia e spazzò via una forza arcadica senza subire una sola vittima, in quella che divenne nota come la "battaglia senza lacrime." Senofonte afferma che gli alleati degli Arcadi, Tebani ed Elei, "erano quasi altrettanto compiaciuto degli Spartani della disgrazia capitata agli Arcadi - poiché enorme era diventata in quel momento la loro presunzione".  Dopo questa sconfitta, gli Arcadi affrettarono il completamento delle fortificazioni di Megalopoli per impedire ulteriori incursioni spartane.  Le fortune militari della Lega rivissero negli anni seguenti, tanto che nel 365 a.C. la lega combatté e vinse una guerra contro Elide.
Un esercito di Tebe invase il Peloponneso nel 366 a.C., ma lo scopo di quella spedizione era quello di porre l'Acaia come contrappeso all'influenza arcadica; anche se questo sforzo fu in gran parte un fallimento, esso mise gli uni contro gli altri i capi degli Arcadi. Di conseguenza, in quello stesso anno, Licomede convinse il myrioi a fare un'alleanza con Atene; gli Ateniesi, sebbene riluttanti ad allearsi con i nemici dei loro alleati Spartani, non potevano lasciarsi sfuggire una tale opportunità di minare l'influenza tebana. Entro il 362 a.C., la domanda se continuare come alleati di Tebe era diventata così pressante da dividere la lega, con Mantinea schieratasi con Sparta e Atene, mentre Tegea e Megalopoli rimasero fedeli a Tebe. Così, le città della lega combatterono su fronti differenti alla battaglia di Mantinea. Quella battaglia, una vittoria tebana, fu seguita da una pace comune che portò la pace nella regione per un certo tempo.
Anche se non riacquistò più il rilievo che aveva avuto durante gli anni 360 a.C., una lega in qualche forma, continuò a esistere negli anni successivi alla battaglia di Mantinea. Vari riferimenti indicano che durò almeno fino al III secolo a.C. La data della sua scomparsa finale è incerta, ma al più tardi era scomparsa dagli 230 a.C., quando le città arcadiche si unirono alla lega achea.